# آني ديوك
آني ديوك (بالإنجليزية: Annie Duke) هي لاعبة بوكر وكاتِبة أمريكية، ولدت في 13 سبتمبر 1965 في كونكورد في الولايات المتحدة.